# Ricardo Pereira (football, 1976)
Pour les articles homonymes, voir Ricardo Pereira.
Ricardo Alexandre Martins Soares Pereira, plus communément appelé Ricardo Pereira ou simplement  Ricardo  est un  footballeur portugais né le 11 février 1976 à Montijo. Il joue au poste de gardien de but. 

## Biographie

### En club
Le 21 mai 2011, il quitte le club de Leicester City pour lequel il n'aura joué que huit matchs. 
Le 23 décembre 2014, Ricardo met un terme à sa carrière à l'âge de 38 ans.

### En équipe nationale
Il débute en équipe nationale le 2 juin 2001 à Dublin contre l'Irlande (1-1).
Il est la bête noire de l'Angleterre, responsable par deux fois de son élimination en compétitions internationales.
Lors du quart de finale de l'Euro 2004, le Portugal et l'Angleterre s'opposent aux coudes à coudes dans un match serré qui finit après prolongation sur le score de 2-2. Lors de la séance de tirs au but, il n'arrête aucun des six premiers tirs de l'Angleterre même si le premier est raté par David Beckham qui manque le cadre. Il décide alors avant le septième tir au but des anglais d'enlever ses gants. Il réussit alors à arrêter le dernier tir au but de Darius Vassell. Après cet exploit, il surprend en décidant d'exécuter le dernier penalty du Portugal qu'il convertit qualifiant alors son équipe. Il devient le premier gardien de l'histoire à stopper trois tirs au but lors d'un match de Coupe du monde ; record égalé depuis par les Croates Danijel Subašić en 2018 et Dominik Livaković en 2022.
Lors de la Coupe du monde 2006, le Portugal affronte de nouveau l'Angleterre lors des quarts de finale, la rencontre se termine à nouveau après prolongation cette fois-ci sur un score de 0-0. Il est à nouveau héroïque lors de la séance de tirs au but en arrêtant trois tirs sur quatre des Anglais au total, assurant la qualification pour la demi-finale.
Il est le deuxième gardien de but portugais à recevoir le plus de sélections avec la Selecção (79 sélections, mais seulement 77 reconnues par la FIFA) derrière l'emblématique Vítor Baía (80 sélections). Après l'Euro 2008, il annonce sa retraite internationale.

## Statistiques

### En club
| Saison         | Club            | Pays | Championnat        | Coupe            | Europe            |
| 1993-1995      | CD Montijo      |      | 18 matchs - 0 but  |                  |                   |
| 1995-2003      | Boavista        |      | 154 matchs - 1 but | 9 matchs - 0 but | 35 matchs - 0 but |
| 2003-2007      | Sporting CP     |      | 125 matchs - 0 but | 6 matchs - 0 but | 27 matchs - 0 but |
| 2007-jan.2011  | Betis Séville   |      | 48 matchs - 0 but  | 6 matchs - 0 but |                   |
| jan.-mai 2011- | Leicester City  |      | 8 matchs - 0 but   |                  |                   |
| 2011-2012      | Vitória Setúbal |      | 7 matchs - 0 but   | 3 matchs - 0 but |                   |
| 2012-2014      | SC Olhanense    |      | 13 matchs - 0 but  | 5 matchs - 0 but |                   |

### Coupe du monde de football de 2006
| Résultat                          | Buts pris | Cartons | Temps de jeu       | Divers                 |
| Angola 0 - 1 Portugal             | -         | -       | 90 minutes jouées  | Groupe D - 1re journée |
| Portugal 2-0 Iran                 | -         | -       | 90 minutes jouées  | Groupe D - 2e journée  |
| Portugal 2-1 Mexique              | 1         | -       | 90 minutes jouées  | Groupe D - 3e journée  |
| Portugal 1-0 Pays-Bas             | -         | 1 jaune | 90 minutes jouées  | 8e de finale           |
| Angleterre 0-0 (1-3 pen) Portugal | -         | -       | 120 minutes jouées | Quarts de finale       |
| Portugal 0-1 France               | 1         | -       | 90 minutes jouées  | Demi-finale            |
| Allemagne 3-1 Portugal            | 3         | -       | 90 minutes jouées  | 3e place               |
|                                   | 5         | 1 jaune | 660 minutes jouées |                        |

## Palmarès

### Sélection
Portugal
- Championnat d'Europe
  - Finaliste : 2004

### Club
Boavista FC
| - Championnat du Portugal (1) : - Champion : 2001 - Coupe du Portugal (1) : - Vainqueur : 1996-97. - Supercoupe du Portugal (1) : - Vainqueur : 1997. |

 Sporting Portugal
| - Coupe du Portugal (1) : - Vainqueur : 2006-07. - Coupe UEFA : - Finaliste : 2004-05. |